# الاعتداء الجنسي والإعاقة الذهنية
توضح الأبحاث المنشورة من عام 2000 إلى عام 2020 زيادة في معدلات العنف الجنسي ضد الأشخاص ذوي الإعاقة الذهنية، مقارنةً مع الأشخاص العديين. :61 أجرَت منظمة الصحة العالمية (WHO) دراسة ممولة، خلصت إلى أن 15% من السكان البالغين في جميع أنحاء العالم في عام 2012 كانوا يعانون من إعاقة، مما يعرضهم لزيادة خطر العنف الجسدي والجنسى وعنف الشريك الحميم. كان 6.1% من هذه النسبة يعانون من الإعاقة الذهنية و5.5% منهم تعرضوا للعنف الجنسي بالفعل. في تقرير آخر لعام 2012، وجدت منظمة الصحة العالمية أن الأطفال ذوي الإعاقة الذهنية في جميع أنحاء العالم يتعرضون لخطر العنف الجنسي بمعدل يزيد بمقدار 4.6 مرة مقارنةً بالأطفال العاديين. 
في الولايات المتحدة، أفاد مكتب إحصائيات وزارة العدل في دراسة استقصائية وطنية لضحايا الجرائم أن معدل العنف الجنسي للأشخاص ذوي الإعاقة الذهنية في الولايات المتحدة أعلى بخمس مرات من أولئك الذين لا يعانون من أي إعاقة. يتعرض كل من الرجال والنساء ذوي الإعاقة الذهنية للعنف الجنسي الذي يشمل الاغتصاب والإكراه الجنسي دون استخدام القوة البدنية والتجارب الجنسية دون اتصال جسدي. ولا يقتصر مرتكبو العنف الجنسي على الغرباء فحسب، بل يمكن أن يكونوا من مقدمي الرعاية والمعارف والشركاء الحميمين. وكثيرًا ما يحدد مرتكب الجريمة ما إذا كان سيبلغ عن الجريمة.
في حين أن الأشخاص ذوي الإعاقات الذهنية يتعرضون للعنف الجنسي بطرق عديدة مماثلة للأشخاص العاديين، إلى أنهم قد يكونون أكثر عرضة للعنف الجنسي بسبب اعتمادهم على الآخرين في الدعم الاقتصادي والرعاية الشخصية والمساعدة في الاحتياجات اليومية مثل الاستحمام والأكل. غالبا ما يواجهون مشكلات إضافية تتعلق بإعاقتهم والبيئات التي يعيشون فيها. يمكن أن تشمل هذه المشكلات مسائل تتعلق بالقدرة على الموافقة على الأنشطة الجنسية، والتمييز الذي قد يتعرضون له أمام القانون، والوصول المحدود إلى خدمات الدعم والتعافي المناسبة. المواقف والمعتقدات المجتمعية حول الحياة الجنسية لذوي الإعاقات الذهنية وصحة أو دقة ادعاءاتهم المتعلقة بالإساءة  تعتبر كل هذه المسائل عوامل خطر إضافية. وأخيرا، فإن التمييز العنصري والعرقي مع التمييز بسبب الإعاقة يزيد من خطر العنف الجنسي.

## الانتشار
هناك اختلافات كبيرة بين تقديرات الانتشار والحالات الجديدة من مصادر بحثية مستقلة فيما يتعلق بهذا الموضوع. غالبًا ما تتأثر النتائج بالعديد من العوامل مثل:
- اختلاف تعريفات العنف الجنسي: كيف يُعرّف العنف الجنسي وما هي التعاملات التي تُعتبر اعتداءً.
- من يُسأل عن الاعتداء: تكون تقديرات الانتشار والحالات الجديدة أقل إذا استُشير مديرو الخدمات أو الموظفين، وأعلى عندما يُسأل الأشخاص ذوو الإعاقة الذهنية مباشرةً.
- ما إذا كانت معدلات الاعتداء على الرجال والنساء تُجمع أو تُحسب بشكل منفصل: يمكن أن تؤثر الطريقة التي تحسب بها المعدلات على التباين في النتائج.[17]:72
- الاختلافات بين مجموعة الأشخاص الذين اختيروا للمشاركة في البحث.

أفاد موريس (1999) أنه قد يصعب جمع البيانات المتعلقة بحالات الاعتداء الجنسي على الأطفال ذوي الاحتياجات الخاصة للأسباب التالية:
- قد لا تتفق الاطراف التي تُبلغ عن الحادثة على مستوى الإعاقة لدى الطفل.
- قد لا تُسجل المعلومات بشكل متسق.
- عدم تسجيل بعض الأطفال ذوي الإعاقة الذهنية الخفيفة أو المتوسطة: قد لا يكون بعض الأطفال الذين يعانون من إعاقات ذهنية خفيفة أو متوسطة مسجلين في الدوائر التي تُسجل عادةً حالات الاعتداء.[18]:62–63

تحدث أعلى معدلات الاعتداء في مكان إقامة الأشخاص ذوي الإعاقة الذهنية. تشمل الأماكن الأخرى التي تكثر فيها الاعتداءات عادةً منزل الجاني والأماكن العامة مثل المراحيض العامة.

### الولايات المتحدة الأمريكية
في عام 2002، كتب ديفيد سورنسن أن الأمريكيين المصابين بالإعاقة الذهنية كانوا أكثر عرضة للعنف بمعدل يتراوح بين أربعة إلى عشرة أضعاف مقارنةً بالأشخاص العاديين.
وفقًا للإرشادات الصادرة عن وزارة العدل الأمريكية في عام 1995، تعرض أكثر من 90% من الأمريكيين ذوي الإعاقة الذهنية لبعض أشكال الاعتداء الجنسي في مرحلةٍ ما من حياتهم؛ وقد عانى 49% منهم من 10 حوادث اعتداء أو أكثر.
في كتابه الصادر عام 1994 بعنوان العنف والإساءة في حياة الأشخاص ذوي الاحتياجات الختصة: نهاية قبول الصامت؟، كتب سوبسي أن من 30% حتى 68% من الفتيات ذوات الإعاقة الذهنية سيتعرضون للاعتداء الجنسي قبل بلوغهن سن الثامنة عشرة.
خلص سوليفان وكنوتسون في عام 2000 إلى أن الأطفال المصابين بالإعاقات الذهنية معرضين لخطر الاعتداء الجنسي أكثر بقليل من باقي أطفال ذوي الاحتياجات الخاصة، والذين بدورهم معرضون لخطر الاعتداء الجنسي أكثر من غيرهم من الأطفال بمعدل 3.14 مرة.[بحاجة لرقم الصفحة]
في عام 2007، حصل ما يقارب 47,000 حالة اغتصاب واعتداء في حق الأمريكيون ذوي الإعاقات الذهنية. تشير البيانات الإحصائية من عام 2009 إلى عام 2014 المستمدة من مكتب إحصاءات وزارة العدالة، إلى أن معدلات جرائم العنف الخطيرة مثل الاغتصاب أو الاعتداء الجنسي للأشخاص ذوي الإعاقة الذهنية تزيد بأكثر من ثلاث مرات مقارنةً بمعدلاتها لدى الأشخاص غير ذوي الإعاقة الذهنية، وأنه 40% من حالات الاعتداء الجنسي تكون من الشخص الذي يقدم الرعايةن للضحية.

### بريطانيا
أظهرت دراسة أجراها مكارثي وتومسون في عام 1997 أن معدل انتشار العنف الجنسي يصل إلى نسبة 25% لدى الرجال و61% لدى النساء.:71 كما وجدت دراسة استقصائية أجراها براون وآخرون من كبار المديرين في عام 1992 أن معدل الحدوث يصل إلى 0.5 لكل ألف شخص من ذوي الإعاقات الذهنية سنويًا.:71

### جمهورية أيرلنداه
وجدت دراسة أجراها دان وباور في عام 1990 أنه يتعرض للاعتداء الحنسي 2.88 لكل ألف شخص من ذوي الإعاقات الذهنية سنويًا.:71

### إسبانيا
وجدت دراسة أجراها جيل لاريو وموريل مينغوال وباليستر أرنال ودياز رودريغيز في عام 2017 معدل انتشار بنسبة 2.8% للذكور و9.4% للإناث. من بين الإناث اللاتي تعرضن للإيذاء، استطاع فقط 52.9% منهم اخبار شخص يثقن به عما حدث. من بين هؤلاء، فضّلت 28.6% منهن إخبار أحد الأقارب و57.1% منهن أخبرن معلمًا و14.3% منهن تحدثن إلى صديق عن الأمر. أما بالنسبة للذكور، قرر 80% منهم التحدث عن تجربتهم مع سوء المعاملة. نصفهم (50%) أخبروا والدهم أو والدتهم، و25% تحدثوا إلى معلم، و25% تحدثوا الأمر مع أحد الأقارب المقربين.
تشير دراسة إسبانية أخرى إلى أن معدل انتشار الاعتداء الجنسي هو 6.10% عندما يُبلغ عنه ذاتيًا (9.4% لدى النساء و2.8% لدى الرجال) و28.6% عندما يُبلغ عنه من قبل المتخصصين (27.8% لدى النساء و29.4% لدى الرجال).

## الخطورة
هناك عدد من العوامل التي تجعل الأشخاص ذوي الإعاقة الذهنية أكثر عرضة لخطر العنف الجنسي. تركز النماذج الطبية للإعاقة على المخاطر المرتبطة بالإعاقة نفسها، بينما تركز النماذج الاجتماعية للإعاقة على المخاطر الناجمة عن البيئة الاجتماعية التي خلقها الشخص المعاق ذهنيًا:16 لا تنطبق جميع العوامل على جميع الأشخاص ذوي الإعاقة الذهنية، كما أن بعضها لا يقتصر عليهم فقط.
- عدم الفهم
- نقص الوعي الاجتماعي والتدريب الذي من شأنه أن يساعد في تحديد وتوقع المواقف المسيئة.[34]
- الاعتماد طويل الأمد على الخدمات والرعاية الشخصية[35]:4
- انعدام الأمن العاطفي والاجتماعي.[36]
- عدم القدرة على الموافقة على النشاط الجنسي.[37]:4
- نقص المعرفة والتدريب في التربية الجنسية.[38][39]
- وضع ضعيف في المجتمع[40]
- انخفاض احترام الذات، مما يساهم في الشعور بالعجز.[41]:4
- عدم إدراك أن الاعتداء الجنسي يمكن أن يسبب ضررًا.[42]
- عدم القدرة على إخبار أي شخص عن الإساءة.[43]:4
- عدم التشكيك في مقدمي الرعاية أو غيرهم ممن لهم عليهم سلطة[44]:4[45]
- تعيق صعوبات التواصل الإبلاغ عن الإساءة.[46]:4
- الخوف من عدم تصديقهم، مما يؤدي إلى عدم الإبلاغ عن سوء المعاملة.[47]:5
- الشعور بالذنب أو الخجل الذي يمنع الإبلاغ عن الإساءة.[48]:4
- صعوبة تحديد الشخص المناسب للإبلاغ عن الاعتداء.[49]
- انخفاض خطر مقاضاة الجناة. [50]:4
- الوصف الروتيني لأدوية منع الحمل للنساء ذوات الإعاقات الذهنية، مما يؤدي إلى تقليل خطر اكتشاف المعتدين.[51]:225

### اكتشاف مخاطر الاعتداء الجنسي
مقياس الكشف عن خطر الاعتداء الجنسي (DSARss) هو أداة فحص قصيرة تهدف إلى تقييم خطر تعرض الأشخاص ذوي الإعاقة الذهنية (ID) للاعتداء الجنسي (SA). يتكون المقياس من 19 بندًا، مجمعة في أربعة عوامل:
1. إنكار خطر الاعتداء الجنسي من قبل الأشخاص المقربين في بيئة الضحية ("قبول الاعتداء بسبب المودة" مثلاً، "والدي يعتني بي، لذا لا بأس من إقامة علاقات جنسية معه ").
2. تصور عدم التعرض للاعتداء الجنسي المرتبط بالأماكن ("إنكار الخطر المرتبط بالأماكن" مثلاً، "من المستحيل التعرض للاعتداء الجنسي في الشارع").
3. وجود مؤشرات خطر مرتبطة باستخدام المخدرات أو نقص الإشراف الوالدين وإتقان مهارات الحماية الذاتية ("عوامل الخطر ومهارات الحماية الذاتية" مثلاً، "من الأفضل عدم قول أي شيء إذا لمس شخص ما أعضائي التناسلية بدون موافقتي").
4. معرفة الشخص بما يشكل تهديدًا محتملاً للمساحة الشخصية ("نقص الوعي بقواعد العلاقة الحميمة" مثلاً، "لا بأس إذا لمس شخص أعرفه مؤخرتي").

جميع البنود يكون لها خيارين للإجابة (صحيح أو خطأ) وتحتوي على رسمًا توضيحيًا يوضح محتوى السؤال لمساعدة الأشخاص ذوي الإعاقة الذهنية على فهم محتوى البند.

## ملف تعريف الجاني
تشير الأبحاث إلى أن 97% إلى 99% من المعتدين هم أشخاص معروفون وموثوق بهم لدى الضحية. وفقًا لتحليل سوبسي ودو الذي أُجري في عام 1991 بشأن 162 تقريرًا حول الاعتداء الجنسي ضد الأشخاص ذوي الإعاقات الذهنية، كانت النسبة الأكبر من المعتدين (28%) هم مقدمو الخدمات (موظفو الرعاية المباشر ومقدمو الرعاية الشخصية والأطباء النفسيين). بالإضافة إلى ذلك، كان 19% من مرتكبي الجرائم الجنسية من أفراد الأسرة الطبيعيين أو أفراد أسرة الأب، و15.2% كانوا معارف (جيران، أصدقاء العائلة)، و9.8% كانوا مقدمي خدمات غير رسميين مقابل أجر (مربيات الأطفال)، و3.8% كانوا من المواعيد الغرامية. علاوة على ذلك، كان 81.7% من الضحايا النساء، و90.8% من المعتدين كانوا من الرجال.

## القانون

### الولايات المتحدة الأمريكية
يُعتبر أي انتهاك او إساءة جنسية في العديد من الولايات اعتداءً جنسيًا بموجب القانون؛ وغالبًا ما تصدر الأحكام الخاصة بالاعتداء الجنسي بموجب قوانين الاغتصاب أو الضرب الجنسي.تُحاكم حالات الاعتداء الجنسي بشكل مُختلف وفقًا لقوانين وأنظمة كل ولاية.
غالباً ما يكون لدى الولايات قوانين خاصة بالأشخاص المعاقين ذهنيًا منفصلة عن القوانين العامة للجرائم الجنسية. وعادةً ما تفرض هذه القوانين معايير أعلى للموافقة الجنسية للأشخاص ذوي الإعاقات الذهنية مقارنةً بالأشخاص غير المعاقين ذهنيًًا؛ أي أن المعايير القانونية المستخدمة لإثبات الموافقة الجنسية تكون أكثر صرامة بالنسبة للشخص المعاق ذهنيًا.
كما توضح ديبورا دبليو دينو من كلية الحقوق بجامعة فوردهام:
«طبقت المحاكم اختبارات غامضة وغير قابلة للتطبيق في تحديد قدرة الضحية ذات الاعاقة الذهنية على الموافقة. سيكون من غير الواقعي الإشارة إلى أن معيارًا صارمًا ومحددًا بدقة يمكن أن يكون فعالًا في مجال غير متبلور مثل العلاقات الجنسية.»

#### القدرة على الموافقة
تُستخدم ستة اختبارات مختلفة لتحديد ما إذا كان الفرد المعاق ذهنيًا قادرًا على إعطاء موافقة قانونية على السلوك الجنسي. هذه الاختبارات تساعد في تقييم فهم الشخص للعواقب والمعاني المرتبطة بالسلوك الجنسي، وتساعد في حماية حقوق الأفراد المعاقين ذهنيًا. تشمل هذه الاختبارات طبيعة النتائج والأخلاق وطبيعة السلوك وشمولية الظروف وأدلة الإعاقة العقلية والحكم على الأمور. تستخدم تسع وأربعون ولاية أمريكية أحد هذه الاختبارات الستة عند مراجعة حالات الاعتداء الجنسي، بينما تستخدم ولاية إلينوي اختبارين.
| اسم الاختبار             | وصف | الدول التي تستخدم هذا الاختبار |
| ------------------------ | --- | --- |
| طبيعة السلوك             | يجب أن يفهم الفرد الطبيعة الجنسية لأي سلوك جنسي والجانب الطوعي لهذا النشاط، ولكنه لا يحتاج إلى فهم طبيعة وعواقب هذا النشاط الجنسي، أو الأخلاقيات المرتبطة به.                                                | كاليفورنيا، ديلاوير، فلوريدا، كنتاكي، لويزيانا، مين، مونتانا، نبراسكا، نيفادا، نيوهامبشير، نيوجيرسي، كارولاينا الشمالية، داكوتا الشمالية، أوهايو، أوريغن، رود آيلاند، كارولاينا الجنوبية، تكساس، يوتا: 38% من الولايات المتحدة. |
| الطبيعة والعواقب         | يحتاج المريض في المجال الطبي إلى فهم طبيعة وعواقب إجراء معين قبل الموافقة عليه، فإن الفرد في سياق السلوك الجنسي يجب أن يكون لديه فهم واضح للمخاطر المرتبطة بهذا السلوك، بما في ذلك النتائج السلبية المحتملة. | ألاسكا، أريزونا، أركنساس، إنديانا، آيوا، كانساس، نيومكسيكو، أوكلاهوما، بنسيلفانيا، تينيسي، فيرمونت، فرجينيا، وايومنغ: 26% من الولايات المتحدة.                                                                                  |
| الاخلاق                  | يجب أن يكون لدى الفرد فهم أخلاقي للنشاط الجنسي وأن يفهم أيضا طبيعة وعواقب السلوك الجنسي. | ألاباما، كولورادو، هاواي، أيداهو، إلينوي (مع اختبار مجمل الظروف)، نيويورك، واشنطن: 14% من الولايات المتحدة. |
| مجمل الظروف              | تقييم جميع الحقائق المحيطة بالقضية، لتحديد سبب الحادث.[بحاجة لمصدر] | إلينوي (مع اختبار الأخلاق). |
| دليل على الإعاقة العقلية | طريقة وليس نظامًا أساسيًا يسمح للمحكمة بالنظر في أدلة الإعاقة. | كونيتيكت، ماريلند، ماساتشوستس، ميشيغان، مسيسيبي، ميزوري، داكوتا الجنوبية، فيرجينيا الغربية، ويسكونسن: 18% من الولايات المتحدة.                                                                                                  |
| قرار                     | يحدد ما إذا كان الفرد قادرًا على ممارسة الحكم فيما يتعلق بالموافقة على النشاط الجنسي. | جورجيا، مينيسوتا |

### أستراليا

#### حماية خاصة
يحظى الأشخاص ذوي الإعاقة الذهنية بحماية خاصة بموجب القانون الأسترالي. في قانون العقوبات، يُعرّف الشخص بأنه مصاب بخلل عقلي إذا كان لديه مرض عقلي أو عيب عقلي يجعله غير قادر على تقييم طبيعة سلوكه أو سلوكها. تشبه الحماية الخاصة الممنوحة للأشخاص ذوي الإعاقة الذهنية في هذه الحالات الحماية القانونية الممنوحة للأطفال. في حالات الاعتداء الجنسي، تكون الموافقة الفعلية غير ذات صلة، لأن الشخص غير قادر على إعطاء موافقة قانونية .

### إنجلترا وويلز
يعرّف قانون الجرائم الجنسية لعام 2003 الجرائم الجنسية بشكل عام، بما في ذلك الجرائم التي تُرتكب ضد البالغين أو الأطفال أو التي يرتكبها البالغون أو الأطفال. ويشمل القانون جرائم محددة ضد البالغين الذين يعانون من إعاقات ذهنية أو حالات صحية عقلية:
الاعتداء الجنسي على الأشخاص الضعفاء الذين يعانون من اضطراب عقلي.ويشمل ذلك الحالات التي:
- يكونون غير قادرين على الرفض بسبب عدم فهمهم
- تعرضهم للإغراء أو التهديد أو الخداع
- يحدث خرق لعلاقة الرعاية من قبل العامل في مجال الرعاية؛

## الجرائم المبلغ عنها
في عام 2002، قدّر دانيال د. سورنسن، رئيس لجنة ضحايا الجرائم في فريق عمل العدالة الجنائية للأشخاص ذوي الإعاقة النمائية، عدد الجرائم التي تحدث ضد الأشخاص ذوي الإعاقة الذهنية في كاليفورنيا، والتي يتم الإبلاغ عنها، قليل جداً أقل من 4.5% مقارنةً بـ 44% من الأشخاص العاديين (غير ذوي الإعاقة) الذين يتعرضون للجرائم يقومون بالإبلاغ عنها. في نفس العام، خلص برنامج مشروع مساعدة ضحايا الاعتداء الجنسي في سياتل إلى أن هناك نقصًا في الإبلاغ عن الاعتداءات الجنسية ضد الضحايا ذوي الإعاقة الذهنية، مما يفوق نقص الإبلاغ عن بقية الفئات السكانية. في عام 1990، أشارت عدة دراسات إلى أن 80-85% من حالات الاعتداء الجنائي على المقيمين في مؤسسات الرعاية لم تصل إلى السلطات المختصة.خلصت الدراسات إلى أن 40% من الذين تعرضوا للاعتداء الجنائي و40% من الموظفين غير المعتدين في مرافق الرعاية كانوا مترددين في الإبلاغ عن قضايا الاعتداء الجنائي خوفًا من الانتقام أو العقاب من المسؤولين.

## آثار العنف الجنسي
يُؤثر العنف الجنسي على الأشخاص ذوي الإعاقة الذهنية بنفس الطريقة التي يؤثر بها على الأشخاص الطبيعيين، غالبًا ما يكون الضرر أسوأ عندما يحدث العنف على مدى فترة طويلة أو إذا كان الفرد قد تعرض لأحداث صادمة متعددة طوال حياته. يمكن أن يزيد مستوى المعرفي المنخفض من خطر الأذى، خصوصًا إذا كان الجاني معروفًا للضحية. أُبلغ عن الآثار التالية، ولكن قد لا يعاني منها جميع الناجين من العنف الجنسي من ذوي الإعاقة الذهنية:،
- ضرر نفسي وعاطفي: مثل الاكتئاب، الشعور بالذنب، لوم الذات، وانخفاض تقدير الذات.[67]:5
- إصابة جسدية: قد يعاني الناجون من إصابات جسدية مختلفة.[68]:5
- حمل: يمكن أن يؤدي العنف الجنسي إلى حمل غير مخطط له.[69]:25
- أمراض منقولة جنسيًا: قد يتعرض الناجون للإصابة بأمراض منقولة جنسيًا.[70]:25
- ضرر للعلاقات: قد تتضرر العلاقات المبنية على الثقة مع مقدمي الرعاية، الأصدقاء، والعائلة، وقد يكون هذا الضرر دائمًا.[71]:5
- سلوك متغير: سلوك مضطرب أو الصعب، خاصةً بالنسبة لأولئك الذين لا يستطيعون التعبير عن مشاعرهم.[72]:5[73]

- اضطراب ما بعد الصدمة (PTSD): قد يتطور لدى الناجين اضطراب ما بعد الصدمة نتيجة للتجربة المؤلمة.[74]

يواجه الأشخاص ذوي الإعاقات الذهنية نفس التحديات التي يواجهها الأشخاص غير المعاقين ذهنيًا في الإبلاغ عن حوادث الاعتداء الجنسي. يعاني الناجون من الاعتداء الجنسي من الخوف من الانتقام أو عدم تصديقهم. قد يفتقرون إلى المعرفة حول الأمور الجنسية، مما يجعلهم غير متأكدين مما حدث لهم. يستمر المجتمع في إدامة الأسطورة القائلة بأن الناجي هو المسؤول عن الجريمة المرتكبة على جسده. بالإضافة إلى ذلك، يمكن أن يجد الأشخاص ذوي الإعاقات الذهنية صعوبة في التواصل عند حدوث الاعتداء الجنسي أو حدوثه في الماضي بسبب ضعف الفهم والتعبير. تجعل الحواجز في التواصل ونقص المقاييس المعتمدة لتقييم الاعتداء الجنسي لدى البالغين ذوي الإعاقات الذهنية والتنموية، من الضروري على مقدمي الخدمات الطبية وأفراد الأسرة ومقدمي الرعاية التعرف على بعض التغييرات السلوكية التي قد تشير إلى حدوث اعتداء جنسي.
فيما يلي التغيرات السلوكية التي شوهدت في بعض وليس كل ضحايا الاعتداء الجنسي من ذوي الإعاقة الذهنية
- اضطرابات النوم بما في ذلك الكوابيس[88]

- تراجع المستوى المدرسي[89]

- ضعف التركيز[90]

- سلس البول و الغائط[91]

- العدوانية[92]

- الانسحاب الاجتماعي[93]

- الأفكار الانتحارية[94]

- اضطرابات الأكل[95]

- إيذاء النفس[96]

- التصرف خارج الصدمة[97]

- العزلة[98]

## العلاج
تبدأ معالجة الاعتداء الجنسي بزيادة الوعي بأن الأشخاص ذوي الإعاقة، وخاصةً ذوي الإعاقة الذهنية، هم أكثر عرضة لخطر الجرائم العنيفة. من خلال فهم أن هؤلاء الأفراد معرضون بشكل أكبر للاعتداء الجنسي، يمكن للعاملين في مجال الصحة إجراء فحوصات للكشف عن العنف الجنسي أثناء تقديم الرعاية. يساعد الكشف عن الاعتداء الجنسي على تحسين نتائج الصحة من خلال التدخل والعلاج في الوقت المناسب.
الأشخاص الذين لديهم إعاقة ذهنية وتعرضوا لصدمات مثل الاعتداء الجنسي معرضون بشكل أكبر للإصابة بمشكلات نفسية أكثر حدة، مثل اضطراب ما بعد الصدمة (PTSD). تركز العلاجات الفعالة على تعليم الأفراد كيفية التعامل مع الصدمة وتجاوز الخوف والقلق والعزلة، وتقليل التأثيرات التراكمية لإعادة لتكرارالحدث. التوصيات المعتمدة على الأدلة لعلاج الضغوط المرتبطة بالصدمات واضطراب ما بعد الصدمة للأطفال والبالغين ذوي الإعاقة النمائية والعقلية تشمل أساليب علاجية متعددة التخصصات.
يجب أن يكون الأطباء مدربين في مجالات الجنس والإعاقة الذهنية وعلاج الاعتداء. العلاجات الدوائية فعالة. لقد كانت العلاجات النفسية، مثل العلاج السلوكي المعرفي وإزالة حساسية حركة العين، مفيدة في الأشخاص ذوي الإعاقات الذهنية. واحدة من التدخلات الأكثر فعالية في تقليل أعراض الصدمة كانت إنشاء تغييرات في البيئة اليومية للشخص لتجنب المحفزات الصادمة.
أن إجراء الفحوصات وتقديم التدريب لمقدمي الرعاية والأطباء وموظفي الرعاية يمكن أن يُعزز من جهود الوقاية من الاعتداء الجنسي. كما أن التعليم الجنسي، وتعليم السلوكيات المناسبة، وتدريب الأشخاص على كيفية التصرف بحزم يمكن أن تُساعد في تقليل مخاطر الاعتداء الجنسي.
يمكن للأطباء ومقدمي الرعاية أن يدعموا ويعززوا الوعي بشأن الإعاقة والوقاية من الاعتداء الجنسي، مما يُحسن النتائج في الوقاية وعلاج الاعتداء الجنسي للأشخاص ذوي الإعاقات الذهنية.